# Slobozia, Giurgiu
Slobozia (în trecut și Slobozia lui Celeb Aga) este o comună în județul Giurgiu, Muntenia, România, formată numai din satul de reședință cu același nume.
Între anii 1417-1829 a făcut parte din Raiaua Giurgiu (Kaza Yergöğü) a Imperiului Otoman. 

## Așezare
Comuna se află la marginea sudică a județului, pe malul stâng al Dunării, la granița cu regiunea Ruse din Bulgaria, la vest de municipiul Giurgiu. Este străbătută de șoseaua națională DN5C, care leagă Giurgiu de Zimnicea.

## Demografie
Componența etnică a comunei Slobozia
     Români (80,28%)
     Romi (12,97%)
     Alte etnii (0,13%)
     Necunoscută (6,62%)
Componența confesională a comunei Slobozia
     Ortodocși (92,05%)
     Alte religii (0,93%)
     Necunoscută (7,02%)
Conform recensământului efectuat în 2021, populația comunei Slobozia se ridică la 2.251 de locuitori, în scădere față de recensământul anterior din 2011, când fuseseră înregistrați 2.377 de locuitori. Majoritatea locuitorilor sunt români (80,28%), cu o minoritate de romi (12,97%), iar pentru 6,62% nu se cunoaște apartenența etnică. Din punct de vedere confesional, majoritatea locuitorilor sunt ortodocși (92,05%), iar pentru 7,02% nu se cunoaște apartenența confesională.

## Politică și administrație
Comuna Slobozia este administrată de un primar și un consiliu local compus din 11 consilieri. Primarul, Florin-Iulian Gheonu[*], de la Partidul Social Democrat, este în funcție din 2016. Începând cu alegerile locale din 2024, consiliul local are următoarea componență pe partide politice:
|  | Partid                    | Consilieri | Componența Consiliului | Componența Consiliului | Componența Consiliului | Componența Consiliului | Componența Consiliului | Componența Consiliului | Componența Consiliului | Componența Consiliului |
|  | ------------------------- | ---------- | ---------------------- | ---------------------- | ---------------------- | ---------------------- | ---------------------- | ---------------------- | ---------------------- | ---------------------- |
|  | Partidul Social Democrat  | 8          |                        |                        |                        |                        |                        |                        |                        |                        |
|  | Partidul Național Liberal | 2          |                        |                        |                        |                        |                        |                        |                        |                        |
|  | Bratu Marian              | 1          |                        |                        |                        |                        |                        |                        |                        |                        |

## Istorie
La 24 august 1807 a fost încheiat armistițiul de la Slobozia dintre trupele rusești și turcești aflate în războiul din 1806 -1812. La sfârșitul secolului al XIX-lea, comuna făcea parte din plasa Marginea a județului Vlașca și avea 1753 de locuitori în unicul sat, o moară de aburi și o biserică. Anuarul Socec din 1925 o consemnează în plasa Dunărea a aceluiași județ, având 2864 de locuitori în satele Slobozia și Florica. În 1931, a căpătat statut de comună suburbană a comunei urbane Giurgiu.
În 1950, comuna a fost arondată orașului regional Giurgiu din regiunea București. În 1968, a redevenit comună suburbană a municipiului Giurgiu din județul Ilfov, oraș care în 1981 a devenit reședința județului Giurgiu. În 1989, s-a renunțat la conceptul de comună suburbană, comuna fiind subordonată direct județului Giurgiu.

## Monumente istorice
Trei obiective din comuna Slobozia sunt incluse în lista monumentelor istorice din județul Giurgiu ca monumente de interes local. Două dintre ele sunt situri arheologice: așezarea din perioada Latène de „la Cazemată” (la 700 m de centrul satului); și situl de la „Râpa Bulgarilor”, aflată la 1 km sud de sat, sit ce cuprinde urme de așezări din paleoliticul superior (cultura Aurignacian); neolitic (cultura Boian), Epoca Bronzului (cultura Basarabi), perioada Latène (secolele al III-lea–al II-lea î.e.n.), secolul al IV-lea e.n. și din Evul Mediu Timpuriu (secolele al VIII-lea–al IX-lea). Celălalt obiectiv, clasificat ca monument de arhitectură, este biserica „Sfântul Gheorghe” (1864).